# Westland Wyvern
Westland Wyvern byl britský turbovrtulový námořní bitevní letoun. Konstruován byl jako samonosný dolnoplošník s protiběžnými vrtulemi a zatahovacím podvozkem ostruhového typu.

## Vývoj
První prototyp (sériové číslo TS371) W-34 vzlétl 16. prosince 1946 ze zkušebního letiště v Boscombe Down, v jehož kabině seděl za řízením zalétávací pilot Harald Penrose.
Po havárii prvního prototypu 15. října 1947, při které zahynul tovární pilot firmy Peter Garner, převzal zkušební program druhý prototyp (TS375). Byl zalétaný 10. září 1947 v Yeovilu, v té době již s označením Westland Wyvern TF Mk.1 (Torpedo-Fighter). Oba prototypy měly pevné nesložitelné křídlo, nenesly hlavňovou výzbroj a nebyly vybaveny přistávacím hákem pro palubní provoz. TS375 byl záhy vybaven vystřelovacím sedadlem ML, vodorovné ocasní plochy dostaly mírné vzepětí a horní strana křídla byla vybavena brzdícími štítky.
Třetí prototyp (TS378) byl zkušebně vybaven šestilistou protiběžnou vrtulí de Havilland na rozdíl od prvních dvou s osmilistou Rotol.

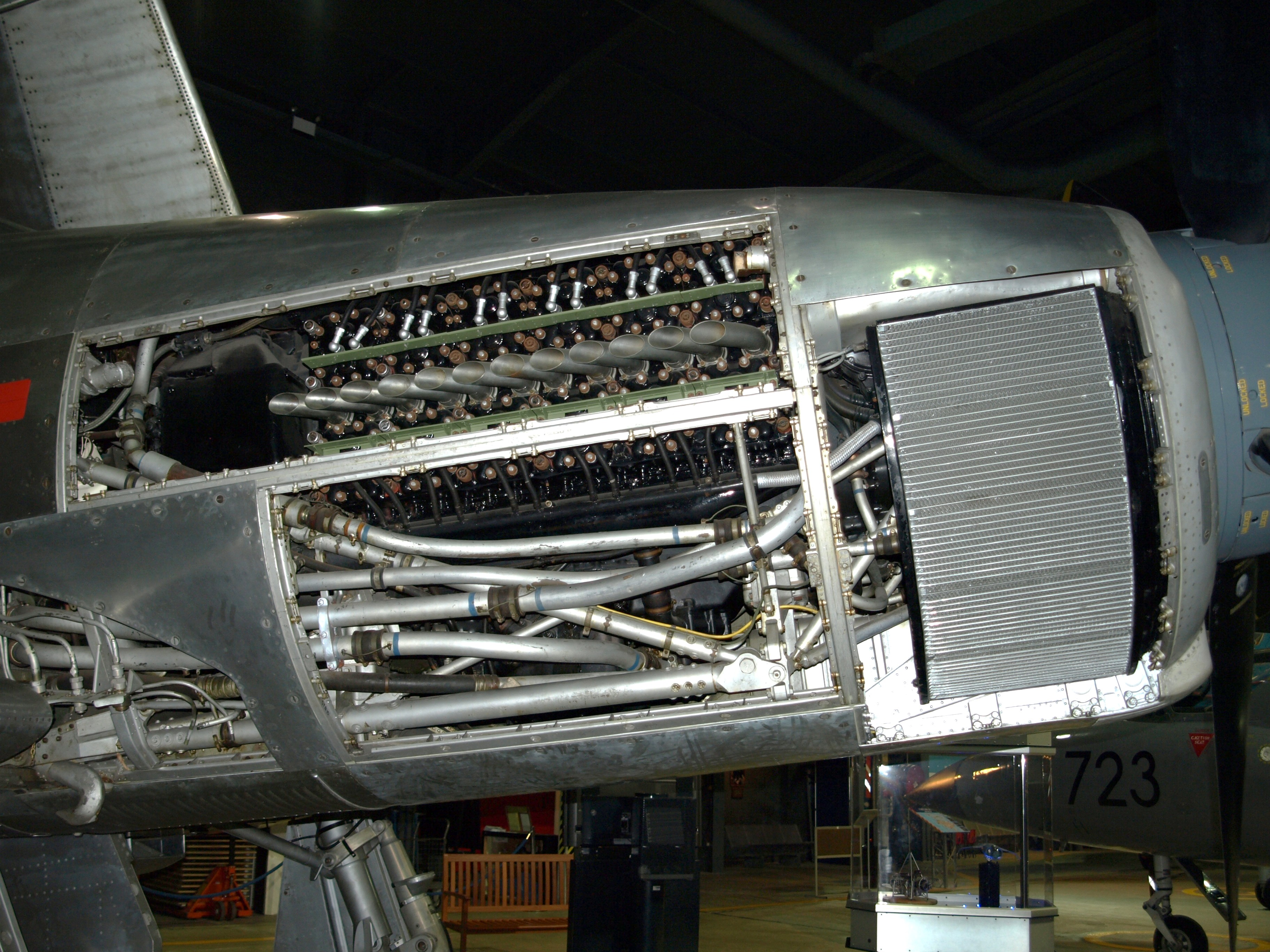
Rolls-Royce Eagle 22

Během prvního pololetí roku 1948 byly dohotoveny zbývající prototypy Mk.1 již se sklopným křídlem, přistávacím hákem, závěsy pro katapultový vzlet a s výzbrojí čtyř kanónů Hispano Mk.V ráže 20 mm. Šest prototypů a deset strojů ověřovací série (VR131 až VR140) W.34 Wyvern TF Mk.1 bylo poháněno pístovými čtyřiadvacetiválcovými motory Rolls-Royce Eagle 22 o výkonu 3500 hp (2610 kW).
18. ledna 1949 vzlétl první prototyp Wyvern TF Mk.2 (VP120) s turbovrtulovým motorem Rolls-Royce Clyde, který byl vybaven devítistupňovým osovým kompresorem doplněným desátým odstředivým stupněm o výkonu 2200 kW.
První prototyp TF Mk.2 (VP109) s motorem Armstrong Siddeley ASP-3 Python 1 o výkonu 2620 kW plus 4,5 kN přídavného tahu vzlétl 22. března 1949, následovaný druhým (VP113) 30. srpna. Ten již v říjnu 1949 po náhlém zastavení motoru havaroval s tragickými následky pro pilota Mika Gravese. Třetí prototyp (VW867) z února 1950 a předsériové exempláře TF Mk.2 (VW868 až VW886) dostaly motory Python 2 s konstantními otáčkami.

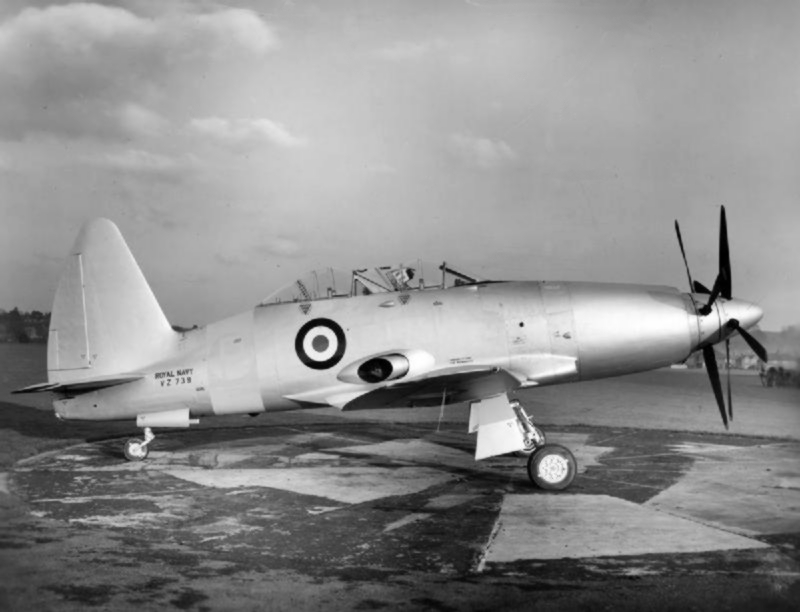
Prototyp Westland Wyvern T Mk.3 v roce 1950

Jediný cvičný dvoumístný stroj T Mk.3 (VZ739) zahájil zkoušky 11. února 1950 s motorem Python 1 a v listopadu téhož roku byl po havárii zrušen.
Sedm kusů ověřovací série TF Mk.1 a 2 bylo dokončeno jako (W.35) Wyvern TF Mk.4 se změněným krytem motoru a dvěma pomocnými kýlovými ploškami namontovanými na stabilizátoru, zlepšujícími směrovou stabilitu stroje. V následujících čtyřech blocích sériové produkce vzniklo 50 (VZ745 až VZ766 a VZ772 až VZ799), 13 (WL876 až WL888), 13 (WN324 až WN336) z roku 1955 a 11 (WP336 až WP346) strojů této verze s motory Python 3 s výkonem 2700 kW plus 5,2 kN.
Při nasazení do služby bylo 87 strojů W.35 Wyvern TF Mk.4 v roce 1953 přejmenováno na Wyvern S Mk.4 (Strike).

## Operační nasazení

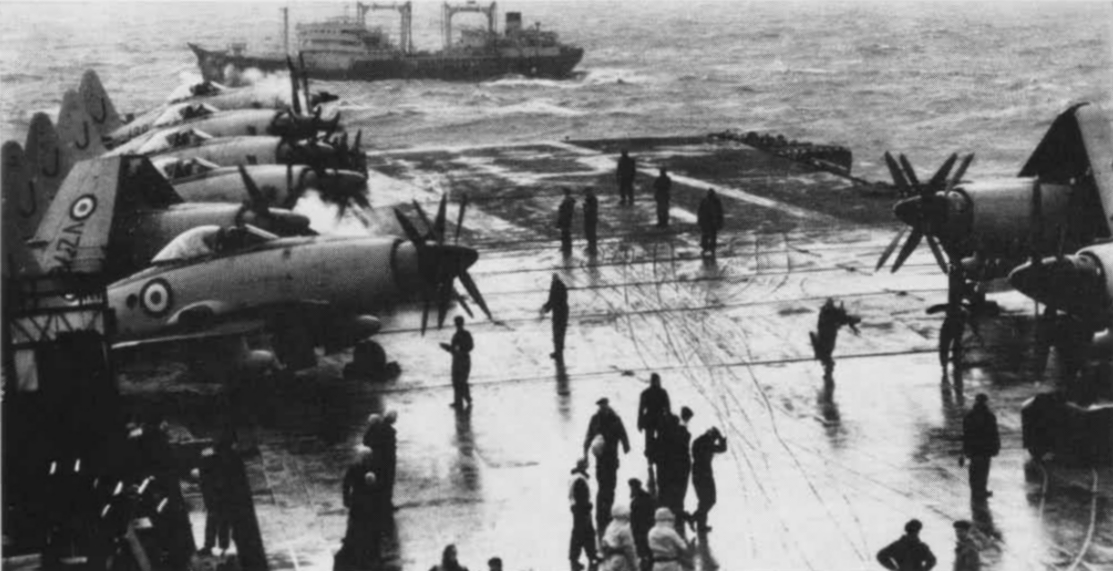
Letová paluba HMS Eagle s letouny Westland Wyvern, 1956

9. června 1948 zahájil třetí prototyp TF Mk.1 TS348 zkoušky na letadlové lodi HMS Implacable a od května 1949 pokračoval zkušební provoz na HMS Illustrious.
V červnu 1950 se zařadil do testování na letadlové lodi HMS Illustrious také třetí prototyp Wyvernu TF Mk.2 s motorem Python 2.
V létě 1954 začala první jednotka, 813. squadrona, operovat z paluby letadlové lodě HMS Albion ve Středozemním moři. Své první Wyverny S Mk.4 dostávala od května 1953 a její domovskou základnou se stalo pozemní letiště ve Fordu v Sussexu. Plně bojeschopnou se stala po dodání dvacátého stroje v září 1953.
Od května do listopadu 1955 sloužily Wyverny 813. a nové 827. squadrony na HMS Eagle (R05) opět ve Středozemním moři. Po návratu do Fordu byly rozpuštěny a na jejich základě se utvořily squadrony 830 a 831, které se v dubnu 1956 opět nalodily na HMS Eagle. Do Středomoří však odplula pouze 830. squadrona, protože 831. se po několika dnech vrátila do Fordu.
Mezi 1. a 6. listopadem 1956 zasáhlo devět bojeschopných S Mk.4 830. squadrony Royal Navy z HMS Eagle v suezské krizi proti Egyptské republice. Dva Wyverny byly během akcí sestřeleny, jejich piloti se však dokázali zachránit katapultáží.
831. squadrona se ještě v roce 1956 přestěhovala na HMS Ark Royal (R09), kde sloužila do února 1957 a v prosinci ve Fordu byla rozpuštěna. Stejný osud postihl v lednu 1957 830. squadronu po návratu HMS Eagle do Británie.
V listopadu 1956 došlo na základně ve Fordu k obnovení 813. squadrony, která se v červenci 1957 nalodila na HMS Eagle. Zůstala tak poslední jednotkou s Wyverny a to až do března 1958, kdy byla rozpuštěna.

## Specifikace

Westland Wyvern TF Mk.4

### Technické údaje
- Osádka: 1
- Rozpětí křídla: 13,41 m
- Délka: 12,88 m
- Výška: 4,57 m
- Nosná plocha: 32,98 m²
- Hmotnost prázdného stroje: 7 095 kg
- Maximální vzletová hmotnost: 11 113 kg
- Pohonná jednotka: 1 × turbovrtulový motor Armstrong Siddeley Python o výkonu 3 650 hp

### Výkony
- Maximální rychlost: 708 km/h
- Dolet: 1446 km
- Dostup: 8537 m
- Stoupavost: 11,9 m/s

### Výzbroj
- 4 × automatický kanón British Hispano Mk. V ráže 20 mm
- 1 × torpédo nebo
- max. 3 000 lb (1 400 kg) pum